# Aphaenogaster ujhelyii
Aphaenogaster ujhelyii är en myrart som beskrevs av Szabo 1910. Aphaenogaster ujhelyii ingår i släktet Aphaenogaster och familjen myror. Inga underarter finns listade i Catalogue of Life.